# Área de Conservação da Paisagem do Rio Selja
A Área de Conservação da Paisagem do Rio Selja é um parque natural localizado no condado de Lääne-Viru, na Estónia.
A área do parque natural é de 643 hectares.
A área protegida foi fundada em 1978 para proteger o Vale do Rio Selja e as formações costeiras Karepa-Rutja (em estoniano:  rannamoodustised) e os seus arredores.